# Předčítač
Předčítač (orig. The Reader) je dramatický film z roku 2008. Jedná se o filmovou adaptaci stejnojmenného románu německého spisovatele a právníka Bernharda Schlinka.
Scénář filmu byl napsán Davidem Harem. Režisérem byl Stephen Daldry. Hlavní ženskou roli Hanny Schmitzové ztvárnila Kate Winslet, která byla pro ni vyhlédnuta jako první. Z časových důvodů nejprve tvůrcům filmu odřekla. Poté, co Nicole Kidmanová svou nabídnutou účast odmítla kvůli těhotenství, se Kate Winslet role přece jen ujala. Dalšími hlavními představiteli jsou David Kross jako 15 až 23letý Michael a Ralph Fiennes jako advokát Michael Berg. Krossovi bylo při natáčení filmu 17 let. Jedná se o poslední film producentů Anthonyho Minghelly a Sydneyho Pollacka, protože ještě před uvedením oba dva zemřeli.
Film vypráví příběh Michaela Berga, německého právníka, jenž měl jako student poměr s o 20 let starší ženou Hannou Schmitzovou, která pak zmizela a objevila se až po osmi letech jako jedna ze šesti žen, obžalovaných z válečných zločinů. V době druhé světové války byla totiž dozorkyní židů, většinou žen, deportovaných z Rumunska do nacistického koncentračního tábora. Student práv Michael si teprve nyní uvědomí, že Hanna před ním po celou dobu jejich mileneckého poměru tajila skutečnost, kterou nechtěla nikomu vyjevit, a to ani před soudem. Prozrazení jejího tajemství by jí u soudu mohlo pomoci, ale Michael se nedokáže rozhodnout k tomu, aby o utajované skutečnosti sám soudu podal sdělení a tím Hannu zachránil před vysokým trestem.
Kate Winslet a David Kross, jenž hrál mladého Michaela, sklidili za své herecké výkony velké uznání. Winslet získala za tuto hlavní roli Zlatý glóbus, cenu BAFTA, Screen Actors Guild Award a také Oscara. Samotný film byl nominovaný na několik cen, včetně Oscara za nejlepší film.

## Děj
Film začíná v Berlíně v roce 1995, kde úspěšný advokát Michael Berg připravuje snídani ženě, která u něj strávila noc. Když žena odejde, dívá se Michael na projíždějící S-Bahn. Ta se flashbackem mění na tramvaj ve fiktivním městě Neustadtu v roce 1958, ve kterém jsou teprve opravovány válečné škody. Patnáctiletý Michael vystoupí, protože se cítí nemocen, a pokračuje svou cestu ulicí až se dostane do průchodu domu, kde začne zvracet. Hanna Schmitzová, tramvajová průvodčí, za ním přijde a pomůže mu dostat se domů.
Michael, který onemocněl spálou, se doma léčí tři měsíce. Po vyléčení navštíví Hannu s kyticí květin, aby jí poděkoval za pomoc. Šestatřicetiletá Hanna ho svede a začíná jejich několikaměsíční erotický poměr. Hodně společného času stráví oba v Hannině bytě sexuálním stykem, ale před každou souloží musí Michael ženě předčítat z náročných literárních děl, jež má rád. Michael pozve Hannu na dvoudenní výlet na kolech a tam v kostelíku usedne Hanna do lavice, poslouchá dětský sbor a propuká v pláč. Po společném výletě se Hanna dozví, že byla v městské dopravní společnosti povýšena na administrativní pracovnici. To je pro ni důvod, aby opustila své pracovní místo i svůj byt, aniž by o tom řekla Michaelovi.
Příběh se potom posune do roku 1966, kdy Michael studuje na Univerzitě v Heidelbergu práva. Jako součást semináře vedeného profesorem Rohlem, který přežil věznění v koncentračním táboře, se studenti účastní soudního procesu šesti žen. Michaelova dávná láska Hanna Schmitz je jednou z obžalovaných. Tyto ženy byly zaměstnány u SS v koncentračním táboře blízko Krakova jako vězeňské dozorkyně. V průběhu evakuace tábora v roce 1944 nechaly zemřít asi 300 židovských žen. Stalo se to při náletu spojeneckých bombardovacích letadel na vesnici. Židovské ženy byly zamčeny v tamějším kostele, který zachvátil požár, a proto skoro žádná z nich nemohla z hořícího kostela uniknout. Dozorkyně se ani nepokusily jim pomoci.
Ohromený Michael se pak rozhodne bývalý koncentrační tábor sám navštívit. Soudní proces rozdělil beztak malou skupinu Rohlových studentů na několik názorových proudů. Jeden z nich říká, že se z toho strašného příběhu nemohou poučit jinak, než že by starší generace Němců měla zaplatit svými vlastními životy za své tehdejší selhání. Jiný student z přednáškového sálu rychle odejde.
Hanna Schmitz — na rozdíl od spoluobžalovaných žen — při soudním procesu přizná, že koncentrační tábor, ve kterém byla dozorkyní, byl táborem vyhlazovacím. Rovněž dozná, že věděla, že deset žen, které každý měsíc vybrala při selekci, bude zabito v plynové komoře. Klíčovým důkazem pro soudce proti Hanně je výpověď bývalé vězeňkyně Rose Matherové a její dcery Ilany, které jako jediné požár kostela přežily. Matka Matherová dá soudu k dispozici zápisky své dcery o tom, co se stalo při leteckém útoku na vesnici a kostel. Hanna nejprve odmítá autorství zprávy o požáru kostela navzdory tlaku ostatních obžalovaných, ale krátce poté se k němu přihlásí, protože se nechce podrobit porovnání svého rukopisu. Ostatní ženy, které tvrdí, že zprávu napsala Hanna, lžou, aby přenesly odpovědnost na ni.
Zdrcený Michael jen mlhavě napoví profesoru Rohlovi, že má informaci, která by mohla pomoci jedné z obžalovaných, ale neví, co má dělat, protože ona sama se rozhodla tu informaci neprozradit. Rohl mu poté nedá žádnou radu, jak má jednat, jen řekne, že když se Michael nepoučil z minulosti, tak nemá žádný smysl, aby chodil na jeho seminář. Michael se sice přihlásí k návštěvě Hanny ve vazbě a dokonce je již na cestě k ní, ale pak odejde, aniž by se s ní setkal.
Hanna dostane za vraždu 300 lidí kvůli svému přiznanému velitelství při požáru kostela doživotní trest, zatímco ostatních pět obžalovaných žen obdrží tresty ve výši pouhých tří let a čtyř měsíců za pomoc při vraždě. Michael se po několika letech ožení se svou známou ze studia, má s ní dceru Julii, ale dojde mezi nimi k rozvodu. Po nějaké době (v roce 1976) se rozhodne pro Hannu předčítat knihy z dob jejich vztahu a zaznamenávat tyto texty na magnetofonové kazety. Jednoho dne jí pošle tyto nahrávky spolu s přehrávačem. Hanna si pak začne půjčovat knihy z vězeňské knihovny (v první z nich najde povídku Dáma s psíčkem od Antona Čechova) a sama se naučí číst a také psát tiskacím písmem pouze porovnáváním textů knih s Michaelovými nahrávkami. Začne potom Michaelovi odpovídat neuměle psanými dopisy.
Michael jí neodepisuje ani ji nenavštíví, ale pokračuje v posílání nahrávek. V roce 1988 se mu ozve vězeňská úřednice a hledá pomoc při Hannině opětovném zařazení do společnosti po jejím propuštění. Michael jí najde místo k bydlení a práci a konečně ji týden před propuštěním navštíví ve vězení. Při setkání je Michael odtažitý a zjišťuje, jak se Hanna poučila z minulosti. Michael po tom přijede s květinami za Hannou v den jejího propuštění, ale zjistí, že se oběsila. Zanechala mu čajovou plechovku s obnosem asi 7 500 německých marek s přáním, aby tyto peníze spolu s malou čajovou plechovkou předala Ilaně Matherové, dceři vězeňkyně, která proti ní vypovídala.
Michael využije své cesty na konferenci v americkém městě Bostonu, aby se dostal také do New Yorku, kde se setkává s Ilanou Matherovou, elegantní dámou, v jejím prostorném bytě. Přizná se jí ke svému dávnému vztahu s Hannou Schmitzovou. Poví jí také o zprávě, kterou Hanna zanechala, a o její negramotnosti. Ilana peníze odmítne a Michael navrhne, že by mohl s jejím souhlasem peníze darovat nějaké židovské organizaci, která bojuje s negramotností dospělých lidí. Ilana s návrhem souhlasí, ale ironicky poznamená, že „sice existují židovské organizace podporující kdeco, ale negramotnost není zrovna problémem židů“. Na památku si Ilana ponechá čajovou plechovku, ve které byly peníze uloženy, protože jí připomíná její vlastní dózu, jež jí byla ukradena v koncentračním táboře. Postaví pak tuto plechovku vedle fotografie svých zavražděných příbuzných.
Děj filmu končí v roce 1995, když se Michael se svou již dospělou dcerou Julií vydá k Hanninu hrobu u kostela, kde Hanna tenkrát tak plakala, a začne jí vyprávět celý svůj (a Hannin) životní příběh, který doposud tajil.

## Obsazení
| Kate Winsletová      | Hanna Schmitzová (Schmitz)                           |
| David Kross          | Michael Berg v 15 a 23 letech                        |
| Ralph Fiennes        | Michael Berg jako advokát                            |
| Alexandra Maria Lara | Ilana Matherová (Mather) jako dítě                   |
| Bruno Ganz           | profesor Rohl                                        |
| Lena Olin            | Rose Matherová u soudu a Ilana Matherová v New Yorku |
| Hannah Herzsprung    | Julia, dcera Michaela Berga                          |
| Karoline Herfurth    | Martha                                               |
| Burghart Klaußner    | soudce                                               |

## Výroba
Miramax Films získal práva na zfilmování románu Předčítač od německého spisovatele Bernharda Schlinka v dubnu 1998. Natáčení začalo v září 2007 ihned poté, co Stephen Daldry přistoupil na to, že bude režírovat filmovou adaptaci a do hlavní mužské role byl obsazen Ralph Fiennes. Nejdříve byla do role Hanny obsazena Kate Winslet, ale kvůli časové zaneprázdněnosti kvůli filmu Nouzový východ se musela role vzdát a místo ní měla ztvárnit Hannu Nicole Kidman. V lednu 2008 ale projekt z důvodu těhotenství opustila i Kidman. Ta zatím nenatočila žádnou scénu, a tak mohlo studio znovu obsadit Winsletovou, aniž by byl narušen harmonogram natáčení.
Natáčení probíhalo v Berlíně a ve Zhořelci (něm. Görlitz) a bylo dokončeno v Kolíně nad Rýnem v červenci 2008. Studio získalo v Německu na pobídkách celkem 4,1 milionu dolarů. Celkový rozpočet filmu činil 32 mil. USD a na tržbách po celém světě bylo vybráno 108,7 mil. USD.
Spisovatel Schlink trval na tom, aby se film točil v angličtině a ne v němčině, protože obsahuje otázky o životě ve společnosti po genocidě, které svým významem přesahují Německo. Daldry a Hare jezdili se Schlinkem po lokacích, které se objevují v knize, sledovali dokumenty o Německu té doby a četli knihy a články o ženách, jež sloužily jako stráže SS v koncentračních táborech. Hare odmítl použít voiceover pro vnitřní monology v knize, a tak příběh změnil tak, že ho Michael začíná vyprávět své dceři.
Jeden z producentů filmu Scott Rudin opustil natáčení poté, co se nedohodl s ostatními na datu premiéry, a jeho jméno bylo odstraněno z titulků. Rudin se neshodoval s Harveym Weinsteinem, „protože se nechtěl účastnit klání o Oscary společně s filmy Pochyby a Nouzovým východem, v němž Kate Winslet také hrála.“ Ta pak získala za roli v Předčítači Oscara za nejlepší ženský herecký výkon v hlavní roli a také Zlatý glóbus za nejlepší ženský herecký výkon ve vedlejší roli. Filmový kritik Marc Caro to vysvětluje takto: „Protože Winslet nemohla získat nominace na nejlepší herečku za oba filmy, (distribuční firma) The Weinstein Company ji jako ústupek (out of courtesy) přesunula u Předčítače do vedlejší role.“

## Zajímavost
V České republice, ve Šluknovském výběžku, u kostela Panny Marie ve Sněžné se natáčelo několik scén z filmu. Byla to především scéna u hrobu Hanny Schmitzové.